# Salvatore Cicatelli
Salvatore Cicatelli (ur. 16 czerwca 1990 roku w Genui) – włoski kierowca wyścigowy.

## Kariera
Cicatelli rozpoczął karierę w międzynarodowych wyścigach samochodowych w 2007 roku od startów w Formule Azzura, gdzie jedenastokrotnie stawał na podium, w tym siedmiokrotnie na jego najwyższym stopniu. Uzbierane 110 punktów pozwoliło mu zdobyć tytuł mistrza serii. W późniejszym okresie Włoch pojawiał się także w stawce edycji zimowej Włoskiej Formuły Renault oraz Włoskiej Formuły 3.
W 2008 roku Cicatelli pełnił rolę kierowcy testowego ekipy Scuderia Ferrari w Formule 1.

## Statystyki
| Sezon | Seria                                  | Zespół                | Wyścigi | Zwycięstwa | PP | NO | Podium | Punkty | Pozycja |
| ----- | -------------------------------------- | --------------------- | ------- | ---------- | -- | -- | ------ | ------ | ------- |
| 2007  | Formula Azzurra                        | PKF Racing            | 14      | 7          | 8  | 5  | 11     | 110    | 1       |
| 2007  | Włoska Formuła Renault (edycja zimowa) | Viola Formula Racing  | 4       | 0          | 0  | 0  | 0      | 44     | 7       |
| 2008  | Włoska Formuła 3                       | BVM–Target Racing     | 16      | 0          | 0  | 1  | 4      | 61     | 3       |
| 2009  | Włoska Formuła 3                       | Corbetta Competizioni | 14      | 0          | 0  | 0  | 3      | 67     | 7       |
| 2009  | Włoska Formuła 3                       | Team Ghinzani         | 14      | 0          | 0  | 0  | 3      | 67     | 7       |